# 김현종 (야구 선수)
김현종(2004년 8월 4일 ~ )은 KBO 리그 LG 트윈스의 외야수이다.

## LG 트윈스시절
2024년에 입단하였다. 2024년 3월 24일 한화 이글스와의 경기에 대주자로 데뷔 첫 경기를 치렀고, 경기에서 1도루 1득점을 기록했다.

## 출신 학교
- 상인천초등학교
- 동인천중학교
- 인천고등학교